# Jakob Franz Lang
Jakob Franz Lang (* 2. Februar 1799 in Floß (Oberpfalz); † 23. Juli 1869 in Muggendorf (Wiesenttal)) war ein deutscher Pfarrer und Politiker.

## Leben
Als Sohn eines Rats-Chirurgus besuchte Lang das Gymnasium Christian-Ernestinum in Bayreuth, Nach dem Abitur studierte er an der Friedrich-Alexander-Universität Erlangen Evangelische Theologie. Er wurde 1817 Mitglied der Burschenschaft Teutonia Erlangen, trat aber 1818 in die Bayreuther Landsmannschaft, das spätere Corps Baruthia, ein. Nach seinem Studium wurde er Stadtpfarrer, Dekan, Kirchenrat und ab 1854 Schulvorsteher in Hof (Saale). 1855–1862 saß er in der Kammer der Abgeordneten. Ab 1867 war er Mitglied des Landrats.